# 春香傳
《春香傳》（춘향전）是朝鮮半島著名的愛情故事，數百年來一直都在當地乃至东亚地区流傳。春香歌是朝鲜半岛传统说唱艺术盘索里的代表节目之一，也曾多次改編成電影。中國亦曾把此劇改寫成為京劇及越劇等诸多艺术形式。

## 主要人物
- 成春香 （성춘향）：月梅与前任使道所生女儿
- 李梦龙 （이몽룡）：李使道之子
- 月梅 （월매）：成春香的母亲，本是妓生，后与前任使道生下春香
- 方子 （방자）：李梦龙的仆人
- 香丹 （향단）：春香的丫鬟
- 卞学道 （변학도）：李使道的继任者
- 李使道 （이사도）：李梦龙的父亲，后升迁调汉阳任职

## 故事概要
三百年前，朝鮮全羅道南原府，妓生月梅與前任使道所生的女兒成春香，是聞名的絕色佳人。在端陽節，春香巧遇當時使道的兒子李夢龍，二人一見鍾情，並在月梅的見證下結為夫婦。
不久，使道調任漢陽，命夢龍隨行並參與科舉。由於當時朝鮮的科舉規定不可以讓已婚的兩班子弟參加科舉考試，所以夢龍未有讓父親知道他與其他人私訂終身，而著春香留在南原。夢龍忍痛和春香別離，約定等他高中後再來接她。
三年後，新任使道卞學道，聽說春香是南原最美的姑娘，仗勢要強納為妾，春香嚴詞抗拒。卞學道惱羞成怒，當堂嚴刑拷打。春香堅強不屈，被判死刑。南原的百姓聽到這個消息，都很為春香不值，所以自發收集匙羹（勺子），以便將來春香死後可以為她建立一座金屬牌坊。
當時，李夢龍高中，並得到君主的密令，做了巡按御史。在查訪途中，得知消息，急忙回南原，查知卞學道無惡不作，立即把他撤職定罪。在老百姓的歡呼聲中，春香和夢龍重新團聚。
另版結局，則是夢龍在京城與貴族之女結婚，春香含恨自殺。

## 流传与定型
据说该故事早在14世纪高丽恭愍王时代就已经产生。18世纪末、19世纪初，李朝英、正时期（指李朝21代王英祖（1724-1776）和22代王正祖（1776-1800）统治时期）才最终形成完整的作品。
在流传过程中，该书先后出现过包括以下重要版本在内的多个版本：
- 全州土版《烈女春香守节歌》
- 京版《春香传》
- 汉文版《水山广寒楼记》、《汉文春香传》
- 抄本《古本春香传》

1954年，朝鲜作家同盟出版社根据《烈女春香守节歌》进行了整理和校注，以《春香传》的书名出版发行

## 朝鲜与韩国的相关改编

### 日本佔領時期

#### 唱剧
- 唱剧《春香傳》姜龙焕改编，20世纪初

#### 电影
- 電影《月下盟誓》，1923年，尹白南导演（一说为早川雪洲导演）（朝鲜半岛第一部故事片）
- 電影《春香傳》，1935年，李弼雨、李明雨导演（朝鲜半岛第一部有声电影）

### 朝鮮

#### 影视剧
- 电影《春香传》，1959年，朝鲜艺术电影制片厂出品，尹龙奎导演

（中国长春电影制片厂1962年译制，中国电影发行放映公司发行。演职人员如下：编制：金承久；导演：尹龙奎；翻译：何鸣；配音导演：刘斐；春香：禹仁姬（配音：向隽殊）；梦龙：辛昌奎（配音：徐雁）；月梅：金仙英（配音：白玫））
- 电影《春香传》，1980年，朝鲜艺术电影制片厂，尹龙奎、俞元俊导演

（中国长春电影制片厂1981年译制。演职人员如下：改编：白仁俊 金承久；导演：俞元俊 尹龙奎；摄影：朴庆源；音乐：成东春 李钖；翻译：何鸣雁；译制导演：林白；译制录音：董宝胜；译制剪辑：王颖 王爱春
主要角色与演员（配音演员）
成春香——金英淑（向隽殊）
香丹———金英淑（潘淑兰）
李梦龙——崔顺奎（徐雁）
方子———高钟焕（陈光廷）
月梅———金善英（李真）
卞学道——俞元俊（赵双城）
李使道——任士满（孙敖）
夫人———文艺峰（白玫）
云峰———朴泰洙（吴永庆）
玉婵———黄民（徐丹）
任实———吴春文（彭勃）
兰珠———徐辛香（马玉玲）
生员———李京焕（苑小君）
）
- 电影《春香传》，1984年（音乐故事片），申相玉导演

#### 歌剧
- 歌剧《春香》，1948年，李冕相（街村冕相）作曲
- 民族歌剧《春香传》，1988年，國立民族藝術團，平壤演出

### 韩国

#### 影视剧
- 电影《春香传》，1955年，李圭焕导演（一译李奎焕）
- 电影《大春香传》，1957年
- 电影《春香传》，1958年，安钟和导演（韩国第一部彩色故事片）
- 电影《脫線 春香传》，1960年
- 电影《春香传》，1961年，洪性麒导演
- 电影《成春香》，1961年，申相玉导演
- 电影《汉阳成春香》，1963年
- 电影《春香》，1968年
- 电影《春香传》，1971年
- 电影《方子和香丹》（방자와 향단이 Bang Ja and Hyang Dan-Yi），1972年
- 电影《成春香传》，1976年
- 电影《成春香》，1987年
- 电视剧《春香傳》，1994年（金喜善主演）
- 动画《成春香传》，1999年
- 电影《春香传》（林權澤導演），2000年
- 动画《春香传》（韓国、朝鲜共同製作），2005年
- 电视剧《豪杰春香》（一译“快傑春香”），2005年（时装剧，韩彩英、在喜主演）
- 电视剧《香丹傳》，2007年
- 電影《方子傳》（金大宇導演），2010年
- M/V《不是隨便的女人》（After school成員Lizzy以合成方式扮演春香），2015年

#### 歌剧
- 歌剧《春香传》，1949年，玄濟明（玄山濟明）作曲
- 歌剧《春香传》，1966年，장일남 作曲
- 音乐剧《大春香传》，1968年，김희조作曲
- 歌剧《春香传》，1986年，박준상作曲
- 新唱樂歌剧《春香传》，1993年，김동진 作曲

#### 芭蕾舞剧
- 《春香传》The love of Chunhyang，(Royal Opera House Muscat, Oman)， 2015 由韩国 Universal Ballet 编创， 曾出访俄罗斯巡演并获得好评。

### 漫画
- 漫画《新暗行御史》（尹仁完，梁慶一著）2001年

## 中國的相关改编

### 戏曲
- 粤剧《春香傳》（除中國各粤剧团外，亦可见于任白戏宝）
- 京剧《春香傳》，言慧珠改编并排演（郑律成曾参与音乐创作）
- 越剧《春香傳》，徐玉兰、王文娟改编并排演
- 黃梅戏《春香傳》，时白林编曲，1954年12月30日由严凤英于合肥江淮大戏院首演。
- 潮剧《春香傳》，杨广泉編曲
- 豫剧《春香傳》
- 评剧《春香傳》，新凤霞、张德福主演
- 桂剧《春香傳》
- 晋剧《春香傳》
- 秦腔《春香傳》
- 山东梆子《春香传》
- 龙滨戏《春香传》

### 舞剧
- 舞剧《春香传》，1990年，吉林延边歌舞团创作并排演

### 连环画
- 连环画《春香传》，1980年2月，徐少伯改编，李成勋、陈光宗绘画，辽宁美术出版社出版

## 日本的相关改编

### 歌剧
- 歌剧《春香传》，1947年，高木东六 作曲

### 漫画
- 漫画《新·春香傳》（CLAMP著）1992年